# Fernando Acuña Díaz
Fernando Acuña Díaz (Santiago, 23 de enero de 1962) es un cineasta, productor audiovisual y académico chileno.

## Biografía
Durante la enseñanza media, estudió en el Instituto de Humanidades Miguel León Prado. Una vez finalizada la enseñanza media, entró en 1980 a estudiar Licenciatura en Historia en la Pontificia Universidad Católica de Chile. Al año siguiente, en 1981 congeló y se decidió por estudiar Dirección y Producción de Televisión en INCACEA, donde obtuvo el título de Productor de Televisión. Posteriormente, en 2008, obtuvo una licenciatura en cine con mención en producción ejecutiva, en la Universidad de Valparaíso.
Estudió también en el Media Business School de España durante 1994 los cursos de producción ejecutiva, financiamiento y desarrollo de proyectos cinematográficos.
Durante la dictadura de Augusto Pinochet, fue Productor Ejecutivo y Gerente del noticiero de enfoque no oficialista Teleanálisis.
En el año 1988 trabajó como productor de la franja televisiva de la campaña del NO para el plebiscito del mismo año. 
En julio de 1989 fundó y fue director Ejecutivo de la productora Nueva Imagen. En esta productora, realizó más de cuarenta programas para el grupo de canales de Discovery Channel, además de varios programas para TVN, como El show de los libros, El Mirador y Cine-Video, entre otros.
Entre 1988 y 1994 fue Productor Ejecutivo de diversos videos musicales de Los Prisioneros, como Sexo, Maldito Sudaca, We are Sudamerican rockers, Tren al sur y Estrechez de corazón.
En 2001 fue ganador de Pitch Internacional de proyectos documentales para Discovery Channel, en Valencia, España. 
Fue jurado para los International Emmy Awards en 2002 y 2004.
Entre 2005 y 2007 fue miembro del Consejo del Festival de Cine UC, y actualmente es académico de la Facultad de Comunicaciones de la Pontificia Universidad Católica de Chile como Director del proyecto Acción Audiovisual, apoyado por el Banco Interamericano de Desarrollo y la Corporación de Fomento de la Producción (CORFO).
Entre 2011 y 2015, fue consejero Audiovisual para el Consejo Nacional de la Cultura y las Artes, para los ministros de Luciano Cruz-Coke, Roberto Ampuero y Claudia Barattini.
Su carrera docente se inició en el año 1996, cuando trabajó en el Instituto Profesional ARCOS como profesor del curso de Producción Ejecutiva y financiación de proyectos. Luego, en el año 2001 trabajó en la Universidad UNIACC y al año siguiente en DUOC UC.                        
Desde el 2004 empezó a trabajar en la Facultad de Comunicaciones de la Universidad Católica en cursos como “Política y Gestión de Medios” o “Desafíos de la comunicación”. 
Paralelamente, en esta misma facultad ha trabajado en la creación y desarrollo de proyectos audiovisuales. Actualmente trabaja en la Facultad de Comunicaciones de la Universidad Católica como Director del proyecto Acción Audiovisual.

## Programas de Televisión
Productor
- Santo Padre, yo lo invito. Campaña de la visita a Chile del Papa Juan Pablo II (1986)
- La esperanza incierta. Documental Serie South (1991)
- Hay un hombre en la Luna, (mediometraje, 1993)
- El show de los libros. Serie de Programas TVN (1994 - 2000)
- El encierro (telefilme TVN, 1996)
- Disfrute Chile (Programa de Televisión, 19 x 22 minutos, Travel Channel, 1996 - 1997)
- OVNI (Serie de programas de TVN, 1999 - 2000). Dirección: Rodrigo Moreno
- Ovnis sobre los Andes (Documental, Discovery Channel Latin America, 1999). Dirección: Rodrigo Moreno
- Scouts en acción. Serie docureality para Discovery Kids.
- El caso Pinochet. Documental, coproducción con Francia, Bélgica, Chile. Studio Canal Plus. Dirección Patricio Guzmán. 2001
- Paraíso B. Largometraje protagonizado por Leonor Varela, Juan Pablo Ogalde, Benjamín Vicuña y Luís Dubó. (2001-2002)
- Selkirk, el verdadero Robinson Crusoe. Largometraje de animación en stop motion, coproducción entre Cinenimadores de Chile, Maíz de Argentina y Tournier Animation de Uruguay. Primera película chilena distribuida internacionalmente por Buenavista Disney
- Más que amigos. Serie de ficción, Canal 13, 2002.
- Buen partido. Telenovela, coproducción Canal 13, Chile Films y Pol Ka. 2002
- Protagonistas de la fama Primer reality de la televisión chilena, coproducción Canal 13 Grupo Árbol Promofilm, 2003.
- Conquistadores del fin del mundo. Reality de aventuras, 2003.
- Protagonistas de la música 2003. Reality.

## Publicaciones
- Cine el otro guion. Autor del capítulo sobre la producción ejecutiva cinematográfica. 2006
- Los Primeros Cincuenta Años de la Televisión Chilena. Director del proyecto editorial.
- Manual de Desarrollo de Documentales. Editor del libro escrito por Jennifer Walton, 2006.
- Guía de para la producción y distribución de contenidos transmedia para múltiples plataformas. Coautor junto a Alejandro Caloguerea, 2012.

## Festivales internacionales de cine a los que ha asistido
- Rotterdam, Holanda. 1992
- La Habana, Cuba. 1994
- Montevideo, Uruguay. 1999
- Cartagena, Colombia. 2000
- Huesca, España. 2001
- Huelva, España. 2001
- Málaga, España. 2002
- San Sebastián, España. 2005
- Mar de Plata, Argentina. 2007
- Divercine, Uruguay. 2007
- Santa Cruz de la Sierra, Bolivia. 2007
- Cannes, Francia. 2012.